# Bradypodion
Bradypodion (que significa de pés vagarosos) é um gênero de camaleões encontrados no sul do continente africano.

## Espécies
- Bradypodion atromontanum
- Bradypodion caffrum
- Bradypodion damaranum
- Bradypodion dracomontanum
- Bradypodion gutturale
- Bradypodion karrooicum
- Bradypodion kentanicum
- Bradypodion melanocephalum
- Bradypodion nemorale
- Bradypodion occidentale
- Bradypodion pumilum
- Bradypodion setaroi
- Bradypodion taeniabronchum
- Bradypodion thamnobates
- Bradypodion transvaalense
- Bradypodion ventrale